# 鹽盤

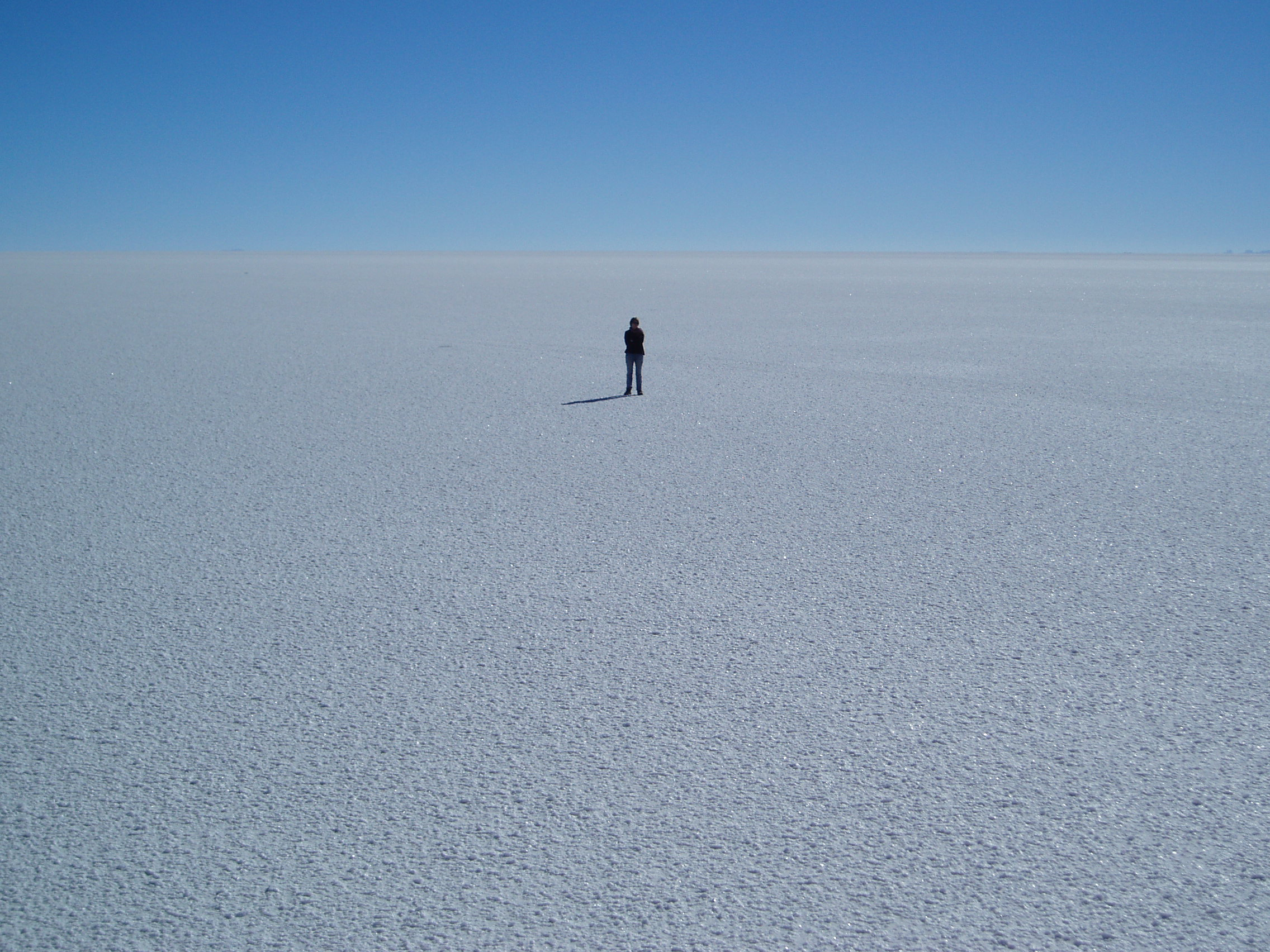
玻利維亞的乌尤尼盐沼

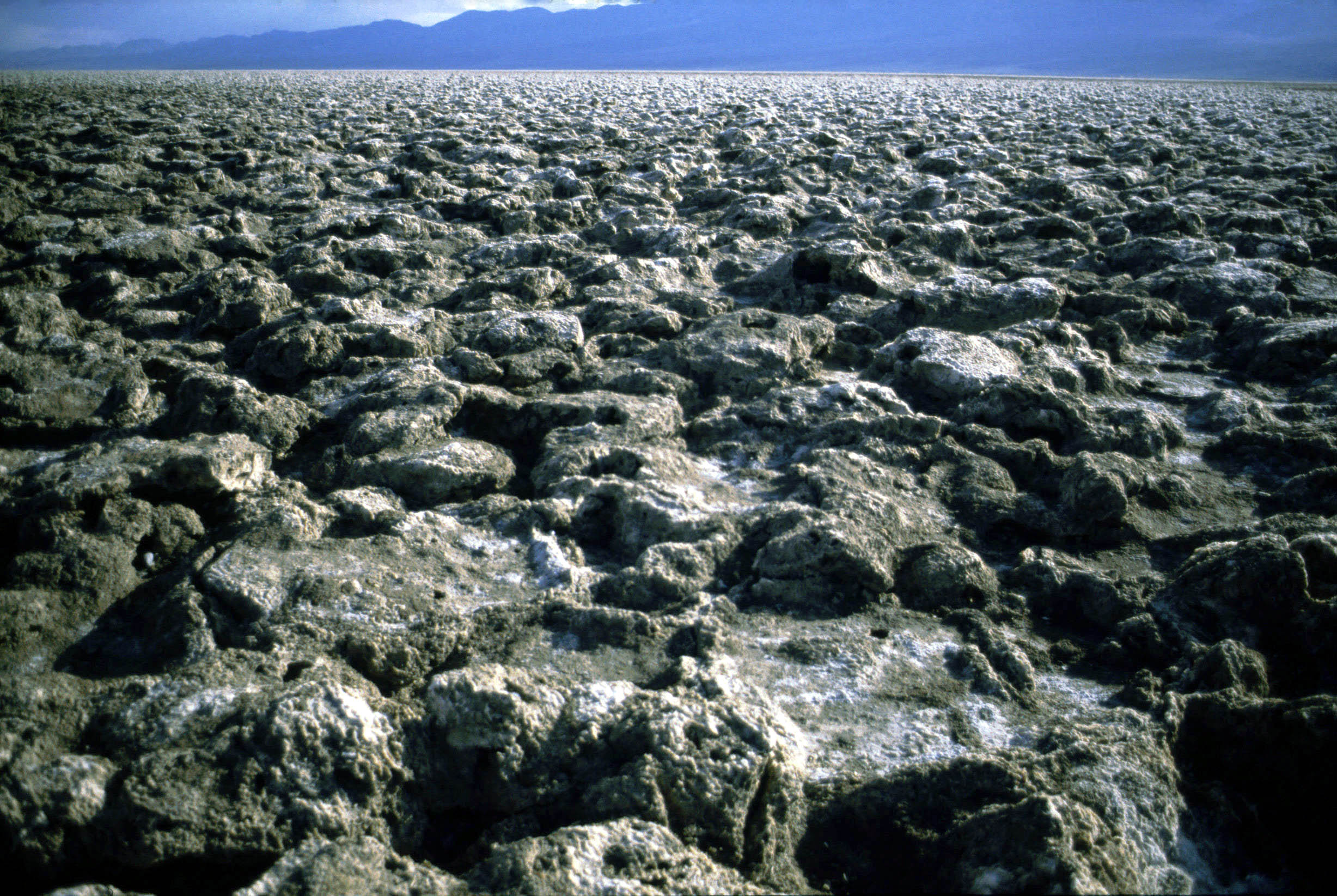
美國死谷國家公園的魔鬼高尔夫球场

鹽盤是一片由鹽或其他礦物鋪成的曠地，常見於沙漠地帶。一般是原來的河湖蒸發之後形成的。在地名中，常用“盐沼”（如乌尤尼盐沼）、“盐湖”（如纳马克盐湖）来指代盐盘。
鹽盤地有一定的危險性，因為鹽層下面可能是泥沼。撒哈拉沙漠東部的盖塔拉洼地在二戰期間也由此而多次被設做戰略屏障。